# Ajn al-Bajda (Hama)
Ajn al-Bajda (arab. عين البيضا) – wieś w Syrii, w muhafazie Hama. W 2004 roku liczyła 319 mieszkańców.